# محمد خان جونیجو
محمد خان جونیجو (انگلیسی: Muhammad Khan Junejo؛ زاده ۱۸ اوت ۱۹۳۲ – درگذشته ۱۶ مارس ۱۹۹۳) یک سیاست‌مدار اهل پاکستان و از مارس ۱۹۸۵ تا مه ۱۹۸۸ نخست‌وزیر این کشور بود.